# Guerra sucia en México
Con el nombre de Guerra Sucia se conoce en México a un conjunto de medidas de represión militar y política encaminadas a disolver los movimientos de oposición política y grupos guerrilleros que actuaron contra el Estado mexicano. La Guerra Sucia en México es considerada una guerra de baja intensidad por algunos autores ya que, a diferencia de lo que ocurre en otros países de América Latina —como Argentina—, fue de carácter selectivo.   
La investigación judicial sobre los crímenes del Estado contra los movimientos políticos se abrió hasta el sexenio de Vicente Fox (2000-2006), quien creó la Fiscalía Especial para Movimientos Sociales y Políticos del Pasado (FEMOSPP) en el 2002. Sin embargo, a pesar de que ha avanzado en el conocimiento de los hechos históricos, la FEMOSPP no ha podido llegar a establecer responsabilidades legales concretas contra los que se han señalado como principales responsables de la Guerra Sucia. Más tarde, durante el gobierno de Andrés Manuel López Obrador, se creó la Comisión para el Acceso a la Verdad, el Esclarecimiento Histórico y el Impulso a la Justicia de las violaciones graves a los derechos humanos cometidas de 1965 a 1990 en 2021.

## Historia
La Guerra Sucia en México comprende desde principios de la década de 1950 hasta finales de los años 1990.
Aunque posee antecedentes desde la Guerra Cristera y la persecución a grupos católicos y conservadores que imperó durante los años 1930 y 1940, destacando una matanza en León, Guanajuato el 2 de enero de 1946, ante una protesta de fraude electoral. Casos de persecución también se dieron durante y después de las elecciones presidenciales de 1929 y 1940 contra los seguidores de los candidatos conservadores José Vasconcelos y Juan Andreu Almazán respectivamente.
Por otro lado existen opiniones en el sentido de que la Guerra Sucia inició en los años 1950, el cual se activó en contra del henriquismo, un movimiento de izquierda que encabezó el general Miguel Henríquez Guzmán, arropado por la sombra del expresidente Lázaro Cárdenas, el cual buscó el poder por la vía democrática en 1952 y consumado el fraude electoral, preparó un intentó de golpe de Estado para derrocar el régimen del PRI.
Un suceso importante fue la represión en contra del movimiento estudiantil de 1968. La reforma política de 1977 legaliza la existencia del Partido Comunista Mexicano, que había sido proscrito por el gobierno mexicano. El movimiento ferrocarrilero encabezado por Demetrio Vallejo que en 1958 también se confrontó con el Estado. La sociedad civil a través de organismos no gubernamentales reclama la existencia de prácticas de guerra de baja intensidad por parte del Estado mexicano en contra de la oposición no partidista.

### Centro del país
Desde el movimiento ferrocarrilero de 1958 se empezaron a levantar por el país varios movimientos guerrilleros sobre todo de inspiración comunista, los cuales fueron sometidos por el ejército mexicano. Entre 1965 y 1990 operaron unos 29 grupos guerrilleros en el país, siendo la Liga Comunista 23 de Septiembre, la organización guerrillera más importante del país, pues era operada desde la ciudad de Guadalajara y tenía militantes en las principales ciudades de México. Las autoridades del gobierno mexicano llevaron entonces un movimiento armado de contrainsurgencia en que se valieron de la desaparición de militantes y simpatizantes de los guerrilleros, quienes fueron retenidos y torturados en bases militares, prisiones secretas del gobierno y en lugares de la extinta Dirección Federal de Seguridad, acciones que de ningún modo fueron documentadas y que representa el mayor obstáculo para la Fiscalía Especial para los Movimientos Sociales y Políticos del Pasado (FEMOSPP).[cita requerida] Por otro lado, como parte de las luchas armadas de baja intensidad entre los miembros del ejército de esas fechas, se habla de asesinatos y emboscadas a miembros de las fuerzas armadas, que nunca fueron investigados, para evitar darles publicidad a los cuerpos guerrilleros. Incluso mencionan que existía una frase: "Los soldados nunca mueren", que mencionaban entre ellos para indicar que un compañero había muerto en acción de guerra, pero que el parte oficial indicaría que había sido un accidente [cita requerida].

### Chihuahua
El movimiento democrático de la Sierra de Madera registraba la participación de varias  organizaciones sociales como lo era la Unión General de Obreros y Campesinos de México, entre los que se encontraba el profesor Arturo Gámiz García y el doctor Pablo Gómez Ramírez, así como de algunas publicaciones como el diario "La Voz de Chihuahua", donde se relata la vida rural de la región de Temósachic, Madera y del viejo mineral de Dolores.
Dicho movimiento realizó invasiones de predios, resistiendo a los desalojos de los policías; para agosto de 1963, con el apoyo de 300 campesinos, fundan el Centro de Población "Profesor Francisco Luján Adame", solicitando la dotación de tierras de los latifundios "Ojo de Puerco" y "Peñitas".
Para finales de 1963, obreros, profesores, estudiantes y militantes del Partido Popular Socialista, celebran el Primer Encuentro de la Sierra "Heraclio Bernal", en donde participan delegaciones de cinco entidades federativas. En sus deliberaciones, muestran su simpatía por la Revolución cubana, así mismo denuncian actos hostiles realizados por el cacique de la región José Ibarra y persecución de uno de sus líderes Salvador Gaytán Aguirre.
Para 1963, la policía y el ejército desalojan los ocupantes de las tierras y detienen a los dirigentes campesinos, estudiantiles y magisteriales de la UGOCM en la Ciudad de Chihuahua, con el propósito de descabezar la organización y limitar su creciente influencia social. Sin embargo en las elecciones municipales realizadas por esos días, gana el candidato del Partido Popular Socialista Salvador Gaytán Aguirre, el municipio de Cebadilla de Dolores, bastión del cacique José Ibarra, lo que provocó aumentara el liderazgo de Arturo Gámiz y por ende, la hostilidad tanto del cacique, como del propio Gobernador del Estado, el general Práxedes Giner Durán.
Para enero y febrero de 1964, estudiantes normalistas y universitarios, profesores y colonos organizados por la dirigencia estatal de la UGOCM de Chihuahua, apoyaron nuevas invasiones de tierras realizadas por campesinos a diversos predios, así como terrenos agrícolas dentro de la jurisdicción de los municipios de Madera, Casas Grandes, Janos, Guerrero, San Buenaventura, Villahumada, Gómez Farías, Cuauhtémoc, Delicias, Meoqui, Camargo y Jiménez; así como los ranchos cercanos a los poblados de Ojo Laguna, Cebadilla de Dolores y San Francisco Conchos, donde existían solicitudes de dotación de tierras y ampliación ejidal. Sin embargo el gobernador del Estado, respondió encarcelando a los líderes, cerrando las escuelas normales; con apoyo de los soldados de la 5.ª Zona Militar a cargo del Gral. Antonio Gómez Velazco, se desocuparon los terrenos invadidos y se detuvieron a los invasores y se acusaron a los líderes de delitos federales. El movimiento respondió con mítines, marchas, paradas en lugares públicos y tomas de predios, logrando apoyo popular. Inclusive, ocuparon las instalaciones del Departamento de Asuntos Agrarios. Tanta fue la presión popular, que el presidente Gustavo Díaz Ordaz instruyó al procurador general de la República para que dejara libres a todos los presos, incluyendo los líderes; y ordenó cuadrillas de ingenieros agrónomos y personal técnico, para preparar la dotación de tierras.
No obstante ello, militantes del UGOCM destruyen un puente propiedad de la familia Ibarra, lo que se consideró esto como acción de carácter armado; mientras que el dirigente de dicha organización Pablo Gómez Ramírez se postula como candidato a diputado suplente por el Partido Popular Socialista, al mismo tiempo que el gobernador clausura cuatro escuelas normales y dos internados, recibiendo este acusaciones de crear grupos infiltrados pagados por la Procuraduría General de Justicia.
Para febrero de 1965, se realiza el Segundo Encuentro de la Sierra "Heraclio Bernal", en donde participan centenares de estudiantes de Chihuahua y de diversas regiones del país, así como miembros del Grupo Popular Guerrillero. En dicho encuentro, se aprueban los puntos resolutivos propuestos por Arturo Gámiz, en los cuales se establece el método de lucha para lograr el cambio revolucionario. Formalmente es a partir de esta reunión, cuando surge el grupo guerrillero, de ideología marxista, el cual fue catalogado por el gobierno de aquel entonces, no como luchadores sociales, sino como "delincuentes acusados de asesinatos y robo de ganado".
En 1964 la guerrilla incendia la casa de la familia Ibarra, destruye una estación de radio y realiza un ataque a un cuartel de la policía, por lo que se da la ofensiva militar contra el Grupo Popular Guerrillero, a través de una Compañía del Ejército integrada por 99 soldados y por miembros de la Policía Judicial "La Acordada", habiendo cometido Estos una serie de atropellos, detenciones ilegales, tortura, en la búsqueda de los guerrilleros; lo que obliga a estos últimos replegarse.
El grupo guerrillero se dedicó girar misivas de cartas, en la que exponían los abusos cometidos por el ejército, en lo relacionado con los cateos y detenciones ilegales, tortura a rancheros, mujeres y niños, robo de animales, destrucción de sembradíos; dicho grupo, estableció una casa de seguridad en el Distrito Federal y llevó a cabo reuniones secretas, donde discutía con grupos lombardistas, si la lucha debía ser armada o electoral. El 5 de mayo de 1965 el presidente municipal de Cebadilla de Dolores Salvador Gaytán Aguirre, se levanta en armas para defender su vida y detiene y desarma al principal cacique de la región, Emilio Rascón, terrateniente acusado de explotar a los campesinos. Para mayo de 1965, los guerrilleros ocupan el Rancho "El Durazno" donde también detienen a otro cacique, de nombre Roberto Jiménez, realizando varias escaramuzas con soldados de la 5.ª Zona Militar, en el Municipio de Madera, instalándose en dicho municipio y en la sierra que colinda con el Estado de Durango.
Desde ese lugar y con apoyo de nuevos reclutas en el Distrito Federal, así como por la persuasión de un agente infiltrado, Lorenzo Cárdenas Barajas, se decide atacar el cuartel militar de Madera, con el objetivo de "golpear la moral del ejército", se planeó el ataque mediante tres grupos, con un estado de fuerza de cuarenta guerrilleros, sin embargo, el día de la operación, 23 de septiembre, dos de los tres grupos, se pierden en la sierra, por lo que el único grupo, operó con 15 guerrilleros, mismo que efectuó el ataque, siendo estos derrotados.
Las investigaciones fueron realizadas y controladas por el personal militar de la 5.ª Zona Militar, sin permitir la presencia de autoridades civiles, federales o estatales, ni la realización de autopsias; únicamente se dio acceso a los agentes de la Dirección Federal de Seguridad. Los cadáveres de los guerrilleros fueron exhibidos en un camión descubierto en el poblado de Ciudad Madera y horas más tarde, arrojados en la Plaza de Armas, donde permanecieron toda la noche. El 24 de septiembre, fueron enterrados los cadáveres.
Posterior a estos hechos, el ejército emprendió una persecución de los sobrevivientes al asalto utilizando 4 jets de la Fuerza Aérea y con la participación de 53 paracaidistas con equipo de combate. De igual forma se procedió a revisar y a catear todas las casas de la Ciudad de Madera y a llevar a cabo detenciones e interrogatorios, estos últimos practicados por el general Turcio Garza Zamora (Jefe de la 5.ª Zona Militar) y por el propio Gobernador del Estado, el general Práxedes Giner Durán. A estas acciones, se reforzaron con la presencia de centenares de soldados procedentes de las zonas militares de Chihuahua y Sonora, así como del batallón de Fusileros Paracaidistas al mando del entonces Coronel José Hernández Toledo.
Las acciones militares se llevaron a cabo durante el resto del mes de septiembre y por todo octubre de 1965, realizando detenciones arbitrarias, torturando e incomunicando a personas relacionadas o confundidas con los guerrilleros. Mientras eso ocurría en Chihuahua, en el Distrito Federal, los sobrevivientes del Grupo Popular Guerrillero, discutieron las posibilidades de continuar la lucha armada; para finales del mes de octubre, deciden fundar el "Movimiento 23 de Septiembre" ("M23"), bajo la conducción de Pedro Uranga Rohana, Saúl Ornelas Gómez y Juan Fernández Carrejo.

### Guerrero

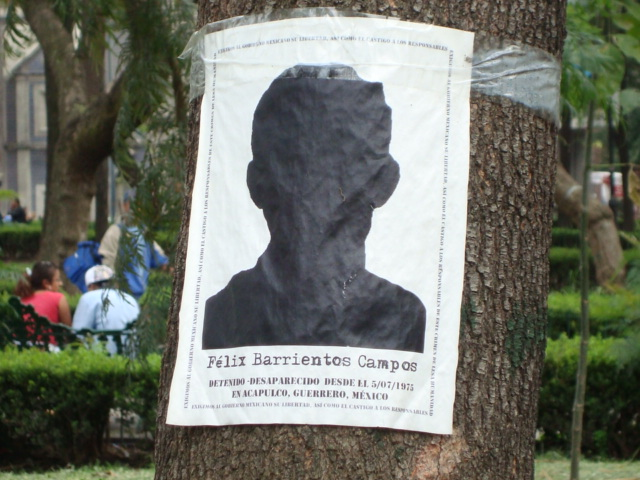
Cartel que denuncia la desaparición forzada de Félix Barrientos, detenido en 1975 en Acapulco (Guerrero). Fue colocado en un árbol de la Alameda Central de la Ciudad de México junto con otros cientos de carteles en un acto de denuncia colectiva por las desapariciones forzadas cometidas en México durante la Guerra Sucia.

La marginación y desigualdad sufridas en el estado de Guerrero durante la década de 1960 generaron una serie de movimientos sociales que propiciaron el surgimiento de grupos guerrilleros armados. Para Octaviano Santiago, por ejemplo, las luchas armadas en Guerrero en los años sesenta no surgieron en su base por la miseria, sino más bien por la intolerancia, el autoritarismo gubernamental, la arbitrariedad y la falta de libertades públicas.
En 1951 nace la Unión Regional de Productores de Copra, y en 1957 la cooperativa Unión Mercantil de Productores de Coco y sus Derivados. Dichas organizaciones, que en un inicio se dedicaron a la defensa de los intereses de los productores, fueron infiltradas, manipuladas y corrompidas a finales de 1960 por miembros del gobierno y empresarios.
En 1955, gracias a la fuerza política de estas organizaciones, el Partido Revolucionario Institucional invitó a los líderes a tener candidatos en las elecciones, lo que las hizo vulnerables ante el poder político. El 19 de marzo de 1961, la sede de la Unión Mercantil en Acapulco fue asaltada por agitadores de Candelario Ríos, uno de los más grandes acaparadores del estado, y por las policías municipal y judicial estatal. Es entonces que se crea la Asociación Cívica Guerrerense, que impulsó la creación de la Unión Libre de Asociaciones Copreras.
En 1962, luego de no cumplir las empresas los contratos que tenían con el pueblo, los ejidatarios y el profesor Lucio Cabañas bloquearon el acceso a Mexcaltepec con troncos de árboles, impidiendo así el acceso de los camiones madereros y obligando a la salida de los talamontes del lugar. Esto generó que en los próximos meses se presentase el Ejército para reprimir a los pobladores.
El 21 de agosto de 1966 se presentó el comandante de 27.ª Zona Militar en una reunión de ejidatarios, intentando suspenderla y acusándolos de conspiración.
En 1967, asociados de las organizaciones invadidas por el charrismo sindical intentaron democratizar su organización, por lo que el gobierno federal y estatal, respaldando la dirigencia charra, generó un enfrentamiento entre campesinos con pistoleros de por medio para masacrar a los inconformes. El enfrentamiento se dio el 20 de agosto de 1967 cuando un grupo de 800 copreros, encabezados por César del Ángel, intentaron tomar al recinto de la Unión de Productores de Copra de Guerrero, siendo acribillados por policías judiciales, guardias blancas y pistoleros dejando un saldo de 21 personas muertas y 37 heridas.
Luego de que fueran encarcelados los principales manifestantes, el Consejo de Auto-defensa del Pueblo de Guerrero solicitó libertad de los presos políticos Genaro Vázquez Rojas, Antonio Sotelo, Pedro Contreras y Fausto Ávila, firmando la misiva Roque Salgado por la Liga Agraria del Sur Emiliano Zapata; Donato Contreras por la Unión Libre de Asociaciones Copreras; Ismael Bracho por la Unión de Cafeticultores; Magdaleno Pino por el Consejo de Autodefensa de Iguala; Elpidio Ocampo por el Consejo de autodefensa de Atoyac; Pablo Orbe por el Consejo de autodefensa de Tecpan y otros más, que posteriormente se incorporaron como guerrilleros y bases de apoyo a la guerrilla de la Asociación Cívica Nacional Revolucionaria (ACNR).
El número de desaparecidos pudiese ascendender a 1500 según el titular de la Fiscalía Especial, Ignacio Carrillo.

## Cronología

### Sexenio de Adolfo Ruíz Cortines (1952-1958)
1952:
- Masacre en la Alameda Central.

1958-59:
- Huelga Ferrocarrilera.

### Sexenio de Adolfo López Mateos (1958-1964)
1962:
- Asesinato de Rubén Jaramillo.

### Sexenio de Gustavo Díaz Ordaz (1964-1970)
1965:
- El 23 de septiembre, el Grupo Popular Guerrillero (GPG) asalta el Cuartel Militar de Cd. Madera, Chihuahua.
- En noviembre, la DFS crea el Grupo de Operaciones Especiales C-047.

1967:
- Lucio Cabañas funda el Partido de los Pobres (PDLP) en Atoyac de Álvarez, Guerrero. El brazo armado del PDLP fue la Brigada Campesina de Ajusticiamiento, la cual realizó de guerrilla.
- Masacre de La Coprera en Acapulco, Guerrero.

1968:
- Tras ser liberado de la Cárcel de Iguala, Guerrero por un comando armado formado por campesinos y maestros, Genaro Vázquez Rojas decidió emprender la lucha armada fundando la Asociación Cívica Nacional Revolucionaria (ACNR).
- Movimiento Estudiantil.
- 2 de octubre, masacre de Tlatelolco.

1969:
- El 19 de mayo, Epifanio Avilés Rojas es detenido y llevado desde Guerrero al Campo Militar n.º 1 en la Ciudad de México. Es el primer caso registrado de desaparición forzada en México.

1970:
- El 5 de febrero, Carlos Castañeda de la Fuente intentó matar al presidente Gustavo Díaz Ordaz durante un evento conmemorativo de la promulgación de la Constitución de 1917.

### Sexenio de Luis Echeverría Álvarez (1970-1976)
1971:
- En marzo, la Secretaría de la Defensa Nacional (SEDENA) pone en marcha el Plan Telaraña con el objetivo de erradicar a los grupos guerrilleros en la zona de Guerrero.
- El 10 de junio, el grupo paramilitar "Halcones" desata una masacre contra estudiantes cerca de la Calzada México-Tacuba, en la Ciudad de México. Este episodio es conocido como "El Halconazo".

## Crímenes de Estado

### Asesinato deRubén Jaramillo
El 23 de mayo de 1962 a las 14:00 horas, se realizó la "Operación Xochicalco" a cargo del Capitán José Martínez, comandante de la partida militar en Zacatepec, quien con cinco pelotones de soldados, (cincuenta y cinco hombres armados con fusiles y ametralladoras), dos vehículos blindados y varios jeeps, con la participación del Sargento Manuel Justo Díaz y el apoyo del Jefe de la Policía Judicial Gral Carlos Saule; así como del Jefe del Servicio de Seguridad Pública del Estado de Morelos Capitán Gustavo Ortega y del Jefe del Servicio Secreto del Estado de Morelos Roberto Ramos Castaneira, procedieron a rodear la casa del dirigente zapatista Rubén Jaramillo, quien se encontraba acompañado este de su esposa Epifania Zúñiga, en estado de gravidez y sus hijos Enrique, Filemón y Ricardo; quienes todos ellos fueron secuestrados y posteriormente asesinados. El cuerpo de Rubén Jaramillo presentaba nueve tiros, dos de ellos en la cabeza.

## Desaparición forzada
La Guerra Sucia dejó un número aún desconocido de muertos y desaparecidos en México. El número de denuncias recibidas por la Organización de las Naciones Unidas (ONU) relacionadas con crímenes de Estado durante las décadas de 1960 a 1980 asciende a 374. Sin embargo, es posible que las víctimas sean muchas más. Tan solamente el Comité Eureka maneja un total de 557 expedientes de personas desaparecidas entre 1969 y 2001, de las cuales más de 530 corresponden a personas desaparecidas hasta la década de 1980. La mayoría de los archivos de la nación que detallan las operaciones de control del estado permanecen en secreto por razones de seguridad.
En Guerrero el titular de la Fiscalía Especial, Ignacio Carrillo considera que el número fue de 1500. A pesar de que según datos de la Comisión Nacional de Derechos Humanos no sobrepasan los 275.

### Caso Radilla
El 15 de marzo de 2008 la Comisión Interamericana de Derechos Humanos, con sede en Washington, presentó una demanda contra el Estado mexicano ante la Corte Interamericana de Derechos Humanos por la desaparición de Rosendo Radilla. El suceso ocurrió el 25 de agosto de 1974 cuando Radilla fue detenido en un retén militar en Atoyac de Álvarez, costa de Guerrero. Desde entonces no se ha vuelto a saber nada de él. El 1 de julio de 2009 se anunció que la Corte llamó a comparecer al Estado mexicano el 7 de julio de ese mismo año en San José de Costa Rica, donde se encuentra la sede del organismo. Fue la primera vez que México comparece en calidad de acusado por crímenes de lesa humanidad ante un tribunal internacional.
A la comparecencia acudieron también los hijos de Rosendo Radilla, quienes expusieron el modo en que su padre fue detenido.

Mi padre preguntó a los militares que de qué se le acusaba. Estos respondieron que de componer corridos. Cuando respondió que si eso era un delito, los soldados dijeron ‘no, pero mientras, ya te chingaste'.

En su declaración, Fernando Gómez-Mont Urueta titular de la Secretaría de Gobernación y representante del Estado mexicano ante la Corte, aceptó la desaparición forzada de Radilla, lo que consideró como un "agravio a sus derechos humanos y a los de su familia", pero negó la competencia de la Corte Interamericana en el caso, argumentando que el crimen ocurrió mucho tiempo antes de que México reconociera la jurisdicción del organismo internacional. Añadió que México no puede juzgar un delito que no se contemplaba en la legislación vigente en 1974 y que, finalmente, el Estado mexicano no es el mismo que en la década de 1974.

Hoy no venimos a justificar acciones ilegales, venimos a demostrar que nos hemos reformado. No perdamos de vista que las Fuerzas Armadas no están bajo escrutinio hoy, lo están las personas que no supieron encauzar su deber (...) Juzgar el pasado con ojos del presente requiere por lo menos singular cautela; exige conocimiento, reconocimiento, tolerancia y la capacidad de dimensionar los efectos que tendrá la resolución hoy

En la discusión, Juan Carlos Gutiérrez Contreras, director de la Comisión Mexicana de Defensa y Promoción de los Derechos Humanos, rebatió al secretario de Gobernación señalando que la impunidad del Ejército se mantiene en la actualidad por lo que no se podría sostener un argumento como el presentado por Gómez Mont. Antes, la jueza Cecilia Medina Quiroga increpó al representante del Estado mexicano porque solamente reconoce como desaparecido a Radilla Pacheco entre centenares de casos que se encuentran en la Recomendación 26/2001 emitida por la Comisión Nacional de los Derechos Humanos de México.
A partir del Caso Radilla, en 2024, una jueza federal concluyó que la represión ejercida por el Estado mexicano, fue terrorismo de Estado. También, ordenó a la Fiscalía General de la República investigar este caso y el de cientos de personas desaparecidas como tal.